# Bedin 1
Coordenadas:  19h 10m 45.41s, −59° 55′ 04.32″
Bedin I es una galaxia enana esferoidal ubicada en la constelación de Pavo. Está situada detrás del cúmulo globular NGC 6752, aunque está a unos 28.38 millones de años luz de la Tierra. Bedin I es una de las galaxias más antiguas conocidas, se formó hace alrededor de 10–13 mil millones de años, y es una de las galaxias enanas más aisladas, situada a unos 2.12 millones de años luz de distancia de NGC 6744, su vecino más cercano con el que puede estar físicamente asociado. Como tal, ha sido considerado por los astrónomos como un "fósil" del universo primitivo. Fue descubierta por casualidad por el astrónomo italiano Luigi Bedin, cuyo equipo estaba estudiando enanas blancas en NGC 6752 usando el Telescopio Espacial Hubble en septiembre de 2018; el descubrimiento fue anunciado en un artículo publicado en enero de 2019.
- Datos: Q61441720
- Multimedia: Bedin I / Q61441720